# Mezilečí
Obec Mezilečí (německy Mesletsch) se nachází v okrese Náchod, kraj Královéhradecký. Žije zde 139 obyvatel.

## Historie
První písemná zmínka o obci pochází z roku 1495.

## Pamětihodnosti
- Zvonice na návsi

## Části obce
- Mezilečí
- Posadov